# Homosexualität in Venezuela

Geografische Lage von Venezuela

In Venezuela war Homosexualität in der Vergangenheit gesellschaftlich tabuisiert, wird hingegen in der Gegenwart in zunehmendem Maße anerkannt.

## Legalität
Strafgesetze gegen homosexuelle Handlungen bestehen in Venezuela nicht. Homosexuelle Handlungen sind einheitlich ab einem Schutzalter von 16 Jahren straffrei.

## Antidiskriminierungsgesetze
In der Verfassung von 1999 war im Entwurf zunächst der Schutz der sexuellen Orientierung vorgesehen. Aufgrund Drucks seitens der katholischen Kirchenleitung in Venezuela wurde dieser Schutz nicht in der verabschiedeten Verfassung berücksichtigt. Gegenwärtig wird die Aufnahme der sexuellen Orientierung in Artikel 21 der Verfassung parlamentarisch beraten.

## Anerkennung gleichgeschlechtlicher Paare
Gleichgeschlechtliche Paare werden staatlicherseits nicht anerkannt. Im Parlament von Venezuela wird das Thema durch einzelne Abgeordnete debattiert. In einer Entscheidung des Verfassungsgerichts vom Februar 2008 wurde eine gleichgeschlechtliche Ehe nicht zugelassen.

## Gesellschaftliche Situation
Eine LGBT Community findet sich vorrangig in der Hauptstadt Caracas. Seit 2000 wird der International Day of Gay Rights gefeiert und erstmals ein Gay Pride Day ausgerufen. LGBT-Organisationen wie Unión Afirmativa, Movimiento Gay Revolucionario und Orgullo GLBT de Venezuela unterstützen LGBT-Demonstrationen im Land. Polizeiliche Schikanen und Homophobie beeinträchtigen den Alltag homosexueller Menschen.